# Jaera istri
Jaera istri är en kräftdjursart som beskrevs av Michel Veuille 1979. Jaera istri ingår i släktet Jaera och familjen Janiridae. Inga underarter finns listade i Catalogue of Life.